# Иден (Алтмарк)
Иден (њем. Iden) општина је у њемачкој савезној држави Саксонија-Анхалт. Једно је од 26 општинских средишта округа Штендал. Према процјени из 2010. у општини је живјело 1.019 становника. Посједује регионалну шифру (AGS) 15090270.

## Географски и демографски подаци
Иден се налази у савезној држави Саксонија-Анхалт у округу Штендал. Општина се налази на надморској висини од 22 метра. Површина општине износи 37,4 km². У самом мјесту је, према процјени из 2010. године, живјело 1.019 становника. Просјечна густина становништва износи 27 становника/km².